# Kraï de Transbaïkalie
Pour les articles homonymes, voir Transbaïkalie (homonymie).
Le kraï de Transbaïkalie ([zəbɐjˈkalʲskʲɪj kraj], en russe : Забайкальский край, tr. Zabaïkalski kraï ; en bouriate : Yбэр Байгалай хизаар, Über Baigalai khizaar), officieusement appelé la Transbaïkalie, est un sujet (ou entité constituante) en Sibérie de la fédération de Russie, dont la capitale est la ville de Tchita. 
Le nom « Transbaïkalie » vient de la région du même nom située à l'est du lac Baïkal. 
Rosstat lui attribue le code 76, et ses codes d'immatriculation sont 75 et 80. La seule langue officielle est le russe, bien que le bouriate soit aussi parlé dans certaines parties du kraï. 
La république est située dans la partie nord de l'Asie, entre la taïga sibérienne et la Mongolie.
Le kraï de Transbaïkalie est une région aux paysages variés, possédant à la fois de la taïga sibérienne, des steppes, un désert, et des régions montagneuses comme le massif de Kodar et les monts Iablonovy. Les vestiges des premières civilisations humaines dans la région remontent à la période du Paléolithique, vers 35 000 ans avant notre ère. Il est ensuite tour à tour peuplé par des peuples mongols, les Xiongnu, les Xianbei, avant de faire partie pendant le Moyen Âge du khanat des Ruanruan, du Khaganat turc, du Khaganat ouïgour et enfin du Khaganat kirghize du Ienisseï au Xe siècle. Après de nombreuses conquêtes, la Transbaïkalie devient assujettie à l'empire mongol au XIIIe siècle. Lorsque celui-ci s'effondre, elle est intégrée à la dynastie Yuan du Nord, puis au khanat oïrat. Après son effondrement, la région est peu à peu conquise par les cosaques de Sibérie, l'intégrant ainsi à la Russie.
Créé le 1er mars 2008, le territoire résulte de la fusion, approuvée par référendum, de l'oblast de Tchita et du district autonome d'Aga-Bouriatie. En 2023, il comptait 992 202 habitants, en baisse à cause de l'exode migratoire et des soldes naturels négatifs. Son économie est surtout axée sur le secteur primaire, se basant sur l'agriculture, l'élevage, la sylviculture mais aussi et surtout l'extraction de matières premières. La région possède d'importants gisements de charbon, de gaz, de lithium, de zircons et d'autres richesses. Sur le plan touristique, la Transbaïkalie bénéficie du classement d'un de ses sites au patrimoine mondial de l'UNESCO, et regroupe trois parcs nationaux et deux réserves naturelles, avec d'autres zones aussi classées. Toutes ses activités ont généré un PIB régional de 326,9 milliards de roubles en 2018.
La Transbaïkalie possède un patrimoine culturel varié et important, hérité de l'histoire et des différents peuples locaux avec leurs cultures. Parmi les monuments on retrouve des temples bouddhistes, des églises comme la cathédrale de Kazan à Tchita, des musées ou des théâtres. Les trois principales artères de transport de la région sont le chemin de fer transsibérien et les routes fédérales R297 et R258, liant la région au reste du pays.

## Géographie

### Situation
Avec 431 893 km2, le kraï de Transbaïkalie est d'une grande superficie comparé aux autres entités constituantes russes ; mais une superficie moyenne voire petite comparé aux sujets sibériens comme la Bouriatie et ses 351 334 km2 ou l'oblast d'Irkoutsk et ses 774 846 km2. Il compose 2,6 % du territoire de la fédération de Russie — et 6,21 % du district fédéral extrême-oriental, soit le sixième plus grand des dix sujets de ce district. Le kraï s'étend sur la Transbaïkalie, région montagneuse aussi nommée la Daourie. Il est limitrophe de la Mongolie et de la Chine au sud, de la Bouriatie à l'ouest, de l'oblast d'Irkoutsk et de la Iakoutie au nord, et de l'oblast de l'Amour à l'est. Le fleuve Amour prend naissance à la frontière de la Transbaïkalie avec la Chine, à la confluence des rivières Chilka et Argoun.
La Transbaïkalie possède un relief principalement montagneux, mais avec une part non négligeable de steppes et autres vallées. La plus grande steppe est celle dans la partie sud à la frontière avec la Mongolie et la Chine (avec Borzia et Zabaïkalsk). On trouve aussi une grande plaine vers Nertchinsk, ainsi que les vallées fluviales de l'Ingoda et de la Tchitinka. La plaine vers Tchara, dans le nord du kraï, est entourée de montagnes. La Transbaïkalie est couverte à 68,3 % de forêts, contre 45,3 % pour la moyenne nationale.

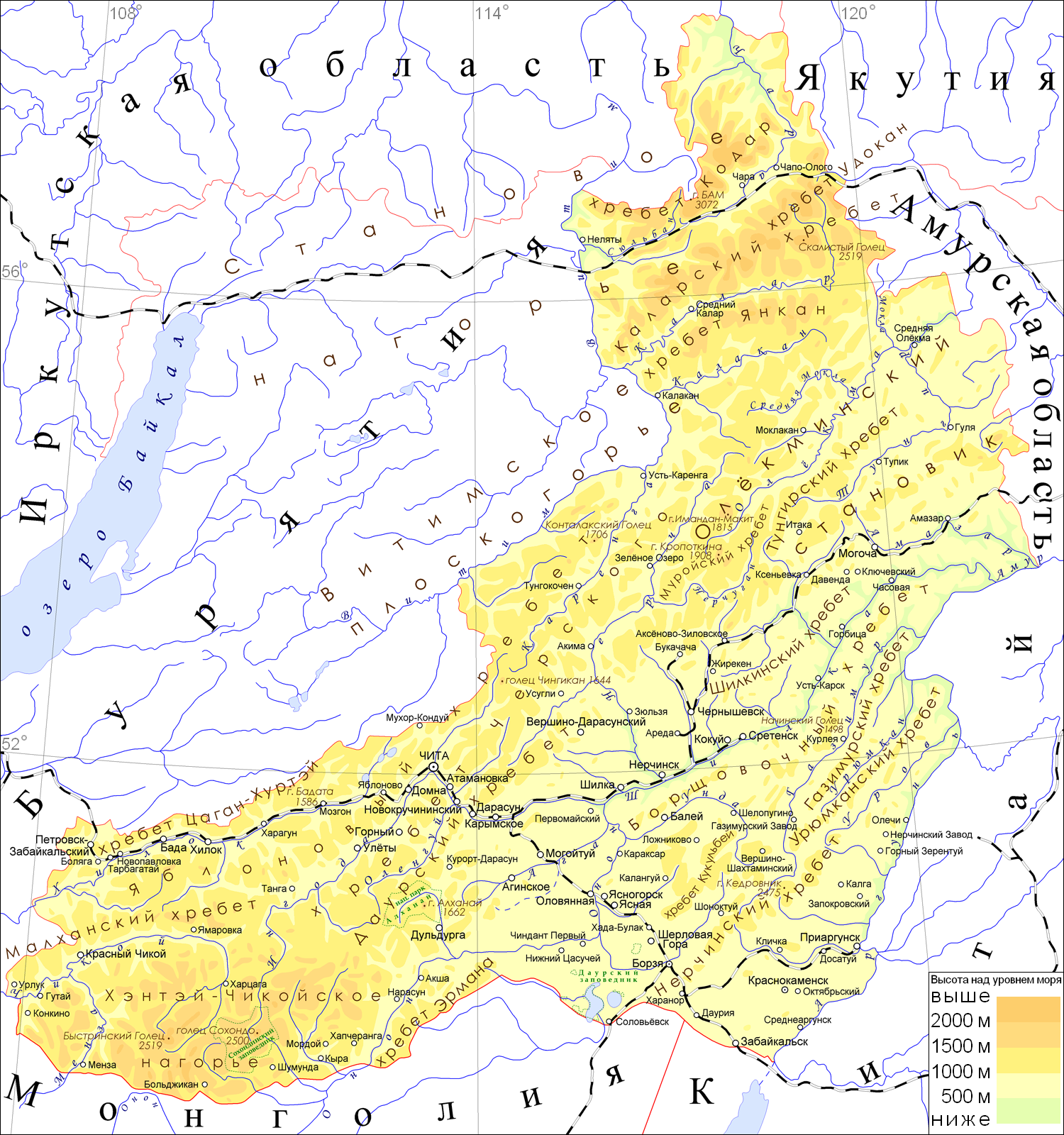
Carte topographique du territoire.

La Transbaïkalie, située en Sibérie orientale, fait partie depuis 2018 du district fédéral extrême-oriental. Son point le plus bas est dans la vallée de l'Amour vers Pokrovka (292 m) et son point culminant à 3 073 m est le pic BAM dans le massif de Kodar. Ce massif, qui fait partie des plateaux Stanovoï (en), couvre le nord du kraï, et c'est dans la plaine de Tchara que se trouve un désert, les sables de Tchara. Outre ce massif, on trouve les monts Khentii dans le sud-ouest à la frontière avec la Mongolie ou bien les monts Iablonovy, couvrant la partie limitrophe de la Bouriatie.

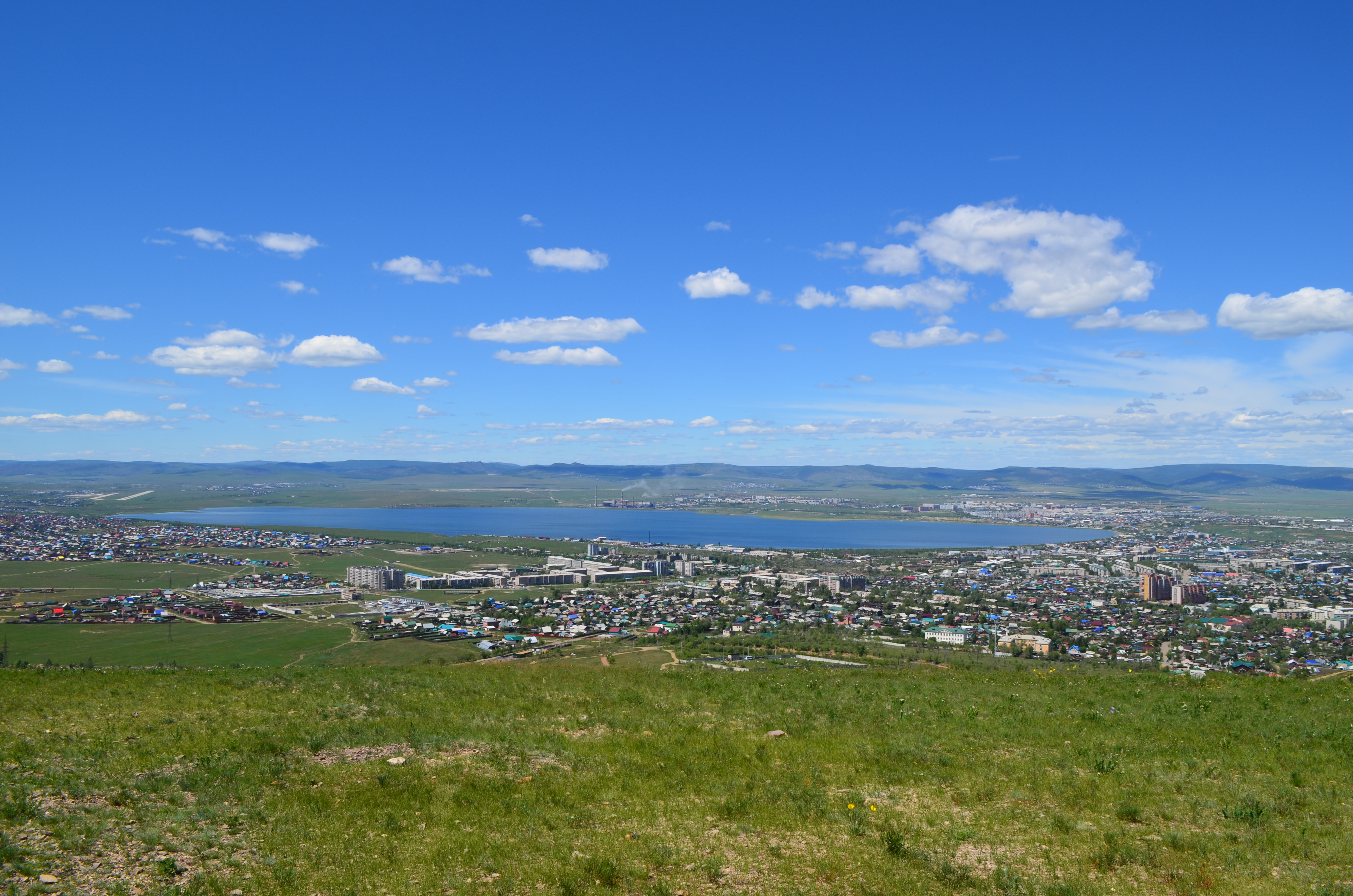
Vue de Tchita.
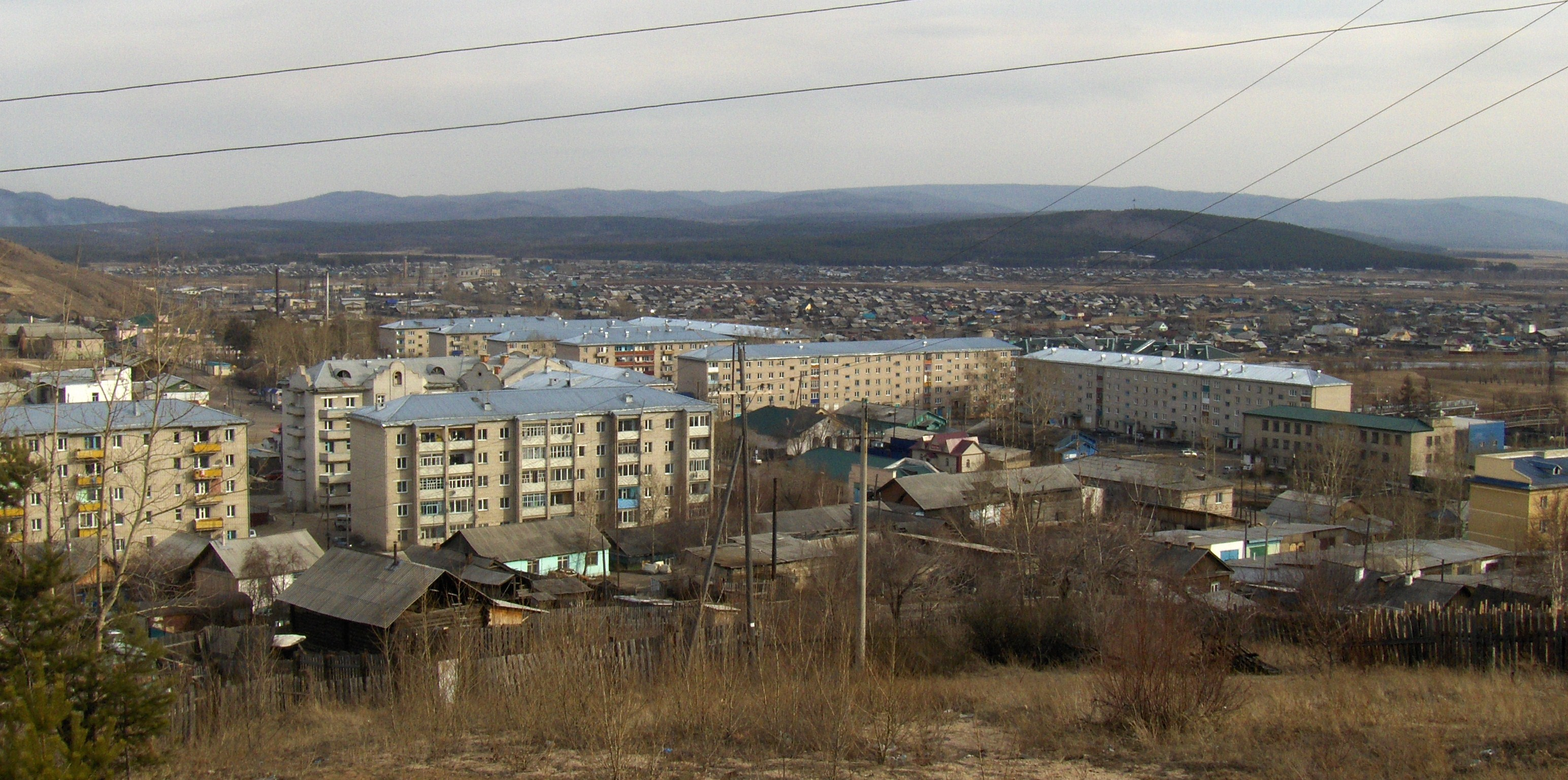
Ville de Khilok.
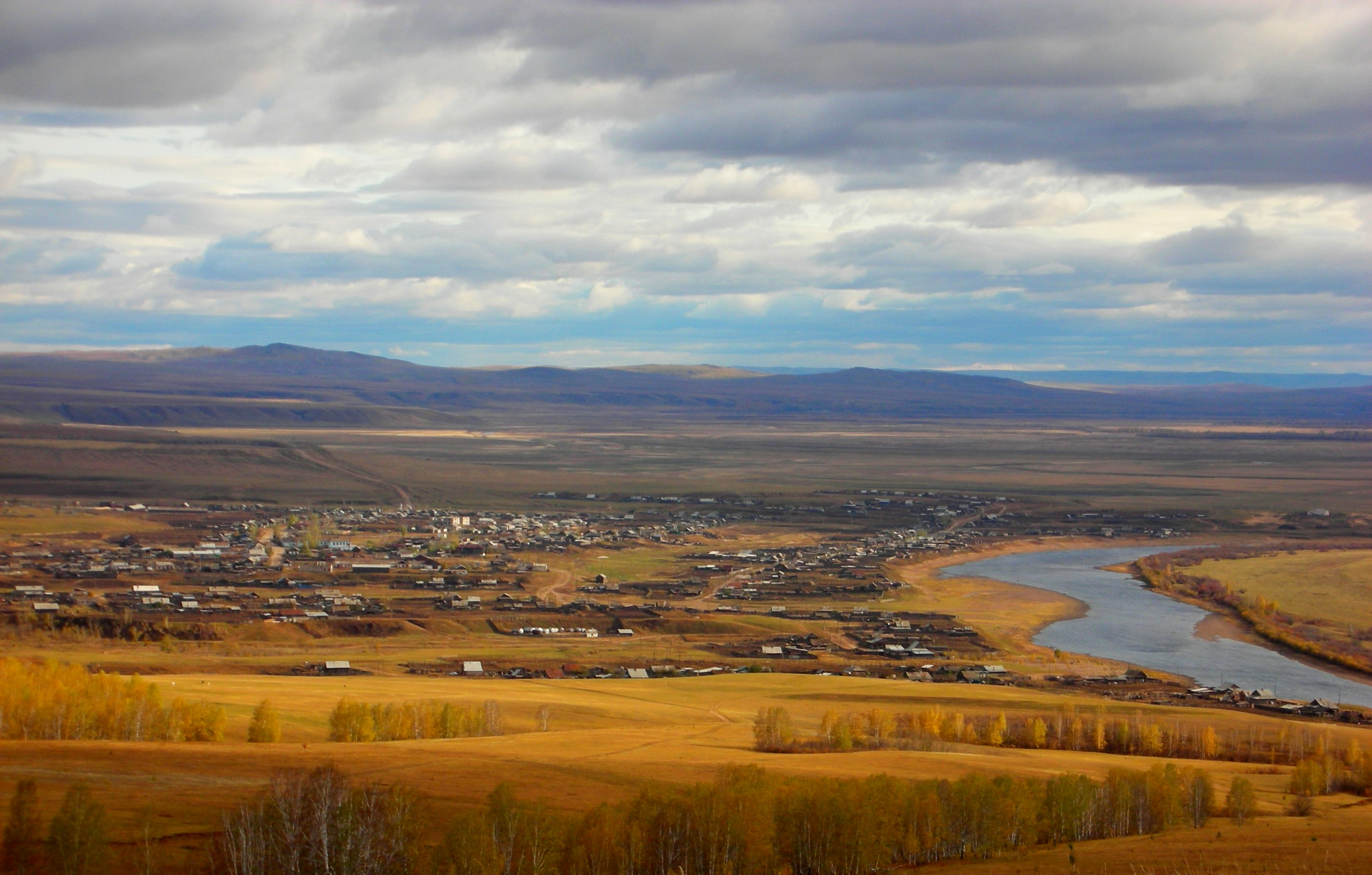
Village de Zioulzia.
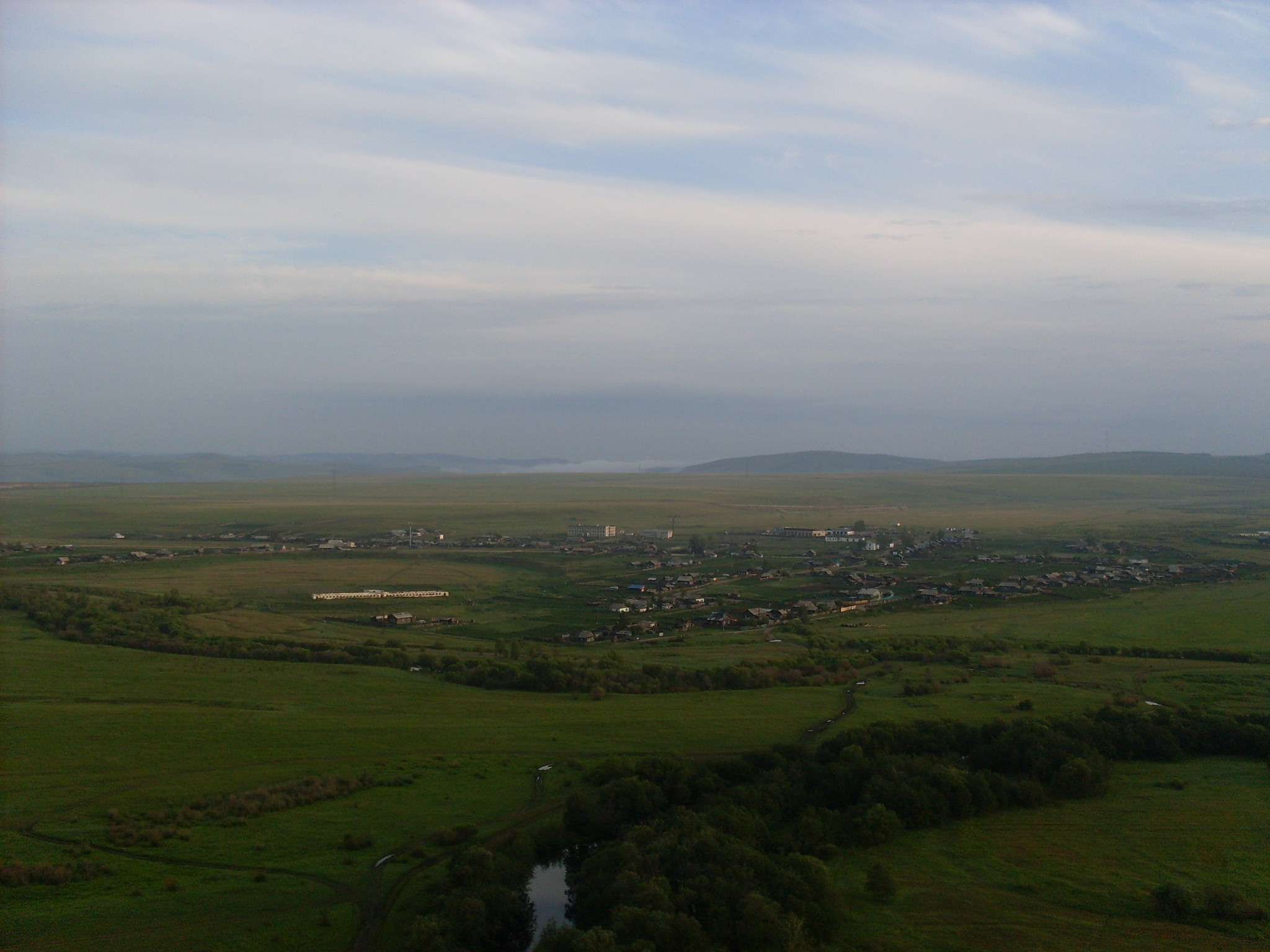
Village d'Aléour.

### Espaces protégés
Le kraï de Transbaïkalie compte deux zapovedniks, c'est-à-dire des aires naturelles protégées dont l'objectif est de les conserver « éternellement vierges » :
- Réserve naturelle de Sokhondo (en) : réserve créée en 1973. D'une superficie totale de 211 000 hectares, elle est située dans le massif de Sokhondo, dans le sud-ouest du territoire et non-loin de la Mongolie. Avec une largeur de 14 km et une longueur de 20 km, elle inclut des sommets supérieurs à 2 000 m, des petits glaciers, des lacs dont celui de Boukoukoun et de vastes espaces de taïga appartenant aux forêts de conifères de Transbaïkalie (en). La végétation est variée et dépend de l'altitude, avec de la taïga, de la toundra et des paysages de steppes. Les mélèzes de sibérie, les pins de Sibérie et autres épicéas dominent le territoire. On compte environ 40 espèces de mammifères, 125 espèces d'oiseaux, 10 de poissons et quelques reptiles et amphibiens. Parmi les espèces citées dans le livre rouge de Russie, on retrouve le tigre de l'Amour, le hérisson daourien, la grue à cou blanc, la grue demoiselle, le tabargan, le pika ou encore le manul.

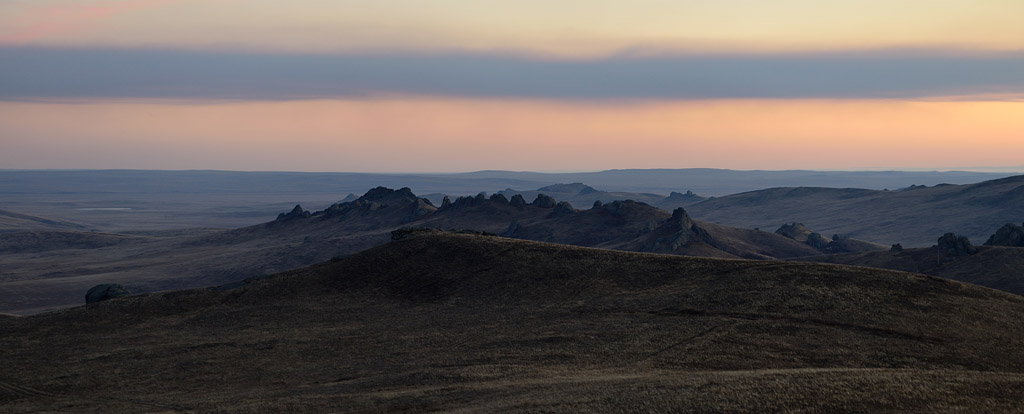
La réserve de Daourie au crépuscule

- Réserve naturelle de Daourie : établie en 1987 dans le sud de la Transbaïkalie, elle couvre une superficie de 44 700 ha. Le paysage est surtout steppique, avec aussi des lacs, zones humides et quelques zones forestières. On retrouve d'ailleurs les lacs Toreï (en), des lacs de soude peu profonds qui se trouvent sur le passage de nombreux oiseaux migratoires. 256 espèces d'oiseaux ont ainsi été recensées, tout comme 41 espèces de mammifères, 6 d'amphibiens, 4 de poissons et surtout 520 espèces d'insectes. Site Ramsar, il y a 39 espèces sur la liste rouge de l'UICN, dont 35 espèces d'oiseaux et quatre espèces de mammifères que sont le manoul, le hérisson daourien, la marmotte de Mongolie et la gazelle de Daourie. Depuis 1994, le cheval de Przewalski et l'hémione de Mongolie ont été réintroduits dans la réserve[4].

### Répartition des terres
La répartition des terres selon le rapport d'État « Sur l'état et la protection de l'environnement de la fédération de Russie en 2022 » du ministère des ressources naturelles et de l'environnement russe est, selon les catégories du code foncier russe, la suivante:
| Répartition                                  | 2022 (mille ha) | 2022 (%) |
| -------------------------------------------- | --------------- | -------- |
| Terres agricoles                             | 7969,6          | 18,5     |
| Terres des localités                         | 235,3           | 0,5      |
| Terres d'industrie et autres fins spéciales  | 1342,9          | 3,1      |
| Terres de territoires et des objets protégés | 401,4           | 0,9      |
| Terres du fonds forestier                    | 31 936,5        | 74,0     |
| Terres du fonds aquatique                    | 121,8           | 0,3      |
| Terres de réserve                            | 1181,7          | 2,7      |
| Total                                        | 43 189,2        | 100      |

## Histoire

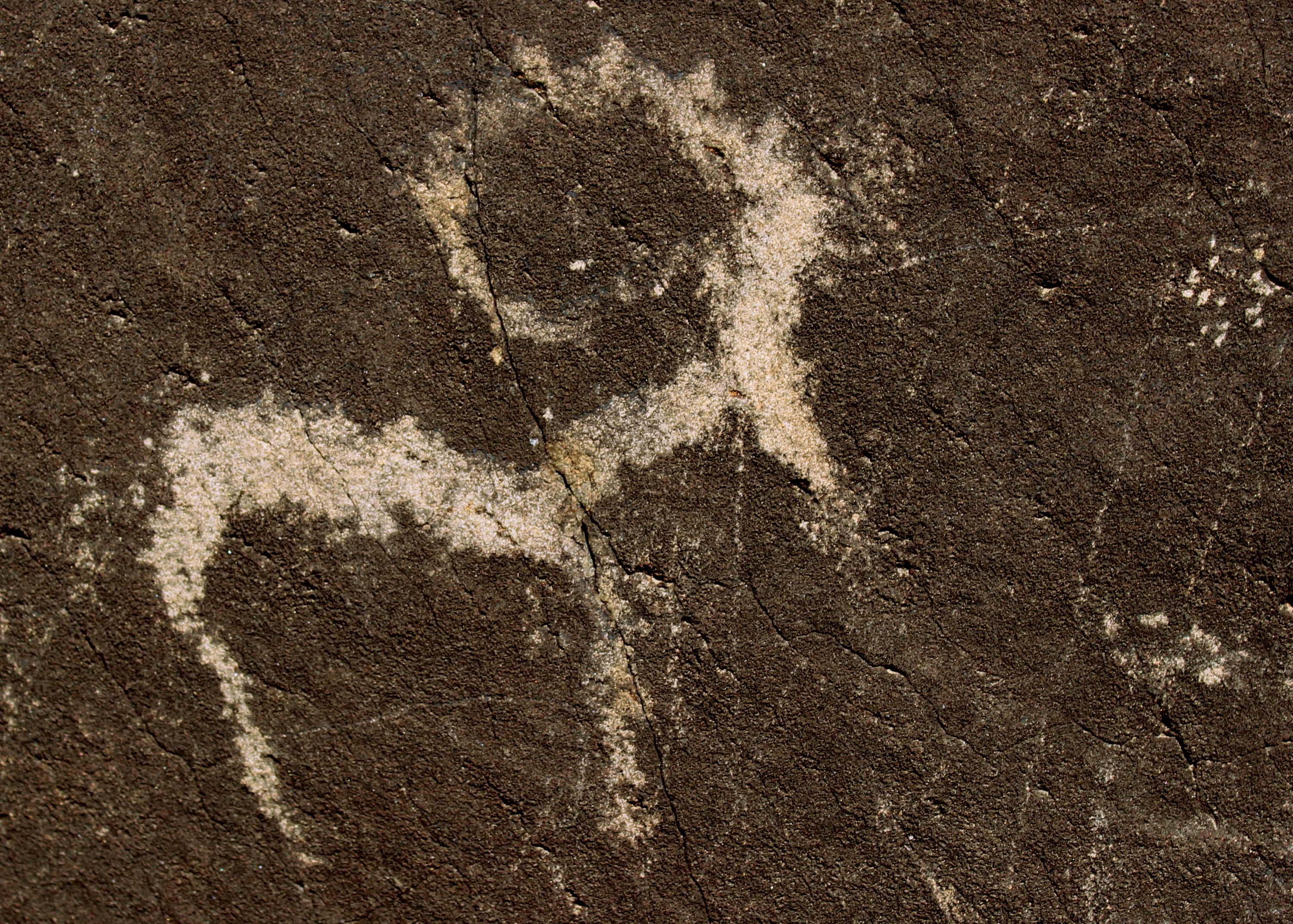
Pétroglyphes sur le Mont Baga-Zarya.

En Transbaïkalie, les premières traces de présentes humaines remontent au Paléolithique, entre 150 et 35 000 ans. Les premières traces ont été retrouvées sur les rives de la rivière Gyrchelounka, près de Tchita (à Soukothino-1) et vers Oust-Ourlouk sur une rive de la Chilka. La plus ancienne culture est la culture de Tolbaga, de 34 000 à 2 000 ans avant le présent. La poterie la plus ancienne date d'il y a 12 000 ans ; elle a été retrouvée vers Oust-Karenga, village qui a donné son nom à une culture d'alors.
Au Néolithique, vers -5000, l'influence de la Chine arrive dans la région. Pour la première fois, les habitants de Daourie ne reposent plus seulement sur la chasse et la cueillette, mais aussi sur la pêche et l'agriculture.
Au cours de l'Antiquité Moyen Âge, la région est étroitement liée aux divers empires turcs et mongols qui se succèdent. Aux Xiongnu (IIIe siècle av. J.-C. – Ve siècle) succèdent ensuite les Xianbei, le khanat des Ruanruan, le khaganat turc, le khaganat ouïgour et enfin le khaganat kirghize du Ienisseï au Xe siècle. Ce khaganat est ensuite conquis par la dynastie Liao, qui finit par s'éteindre en 1125. La Transbaïkalie n'est alors plus dominée par aucun État, permettant aux diverses tribus nomades de se regrouper au sein d'une confédération au cours de ce siècle. Ceci est en grande partie dû à Gengis Khan, qui amène au XIIIe siècle l'apogée de l'Empire mongol sur l'Asie et l'Europe de l'Est. La dynastie Yuan du Nord prend le relais pendant près de 300 ans, avant que sa désintégration permette au khanat oïrat de conquérir brièvement la région. Mais dès le milieu du XVIIe siècle, les cosaques de Sibérie explorent la région et soumettent les peuples locaux, et les premiers villages russes apparaissent, comme Tchita en 1653. Avec la découverte de gisements importants, notamment de charbon, des forteresses sont créées, et la main-d'œuvre est composée de prisonniers russes envoyés d'Europe. En 1689, le traité de Nertchinsk trace la frontière sino-russe, entrant de jure la Transbaïkalie dans le tsarat de Russie.

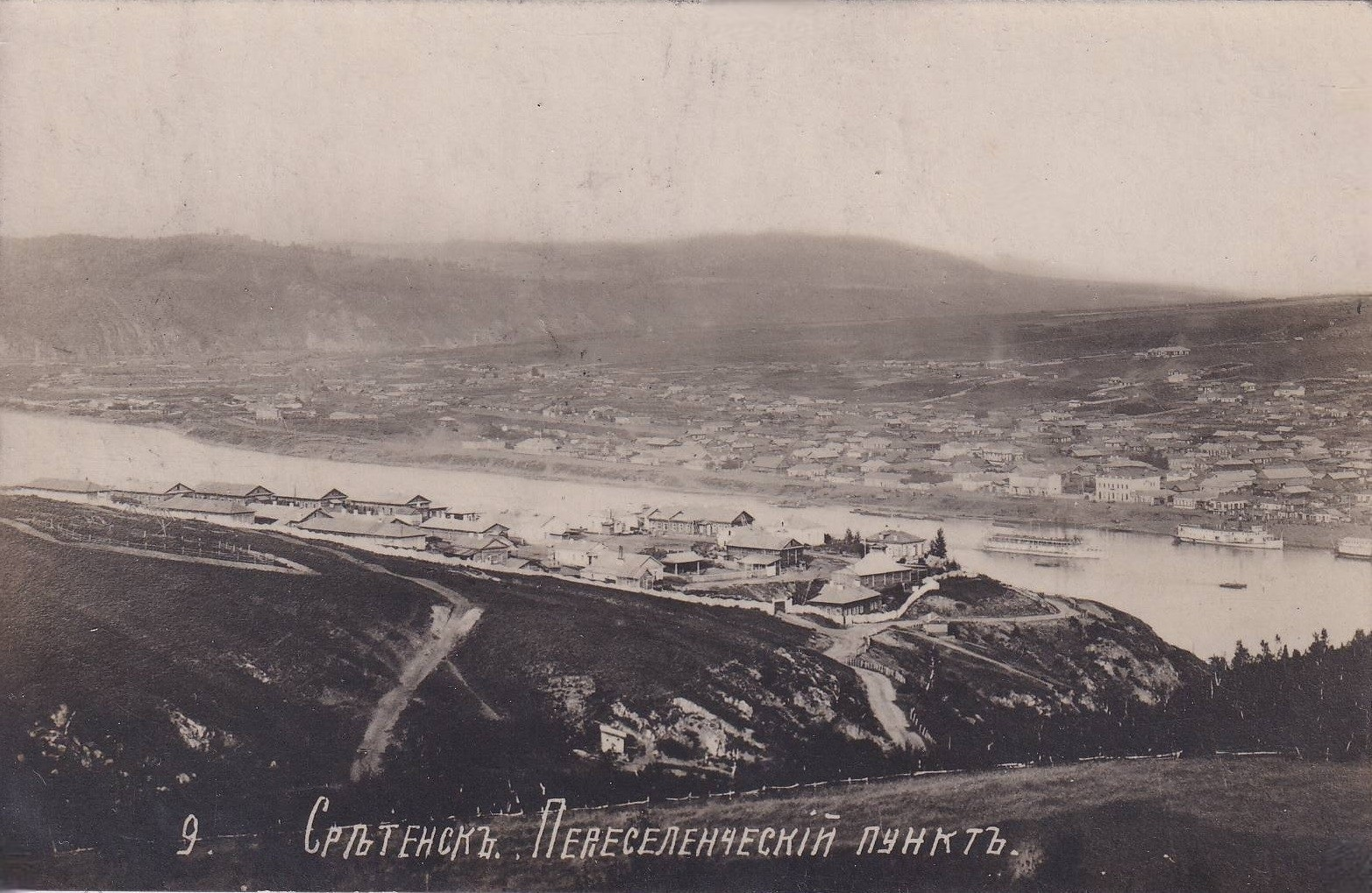
Sretensk en 1913.

Avec l'avènement du transsibérien à la fin du XIXe siècle, la région se développe rapidement, avec l'apparition de nouvelles villes. Pendant la révolution russe de 1905, la république éphémère de Tchita est proclamée en novembre 1905, avant d'être durement réprimée dans le sang en janvier 1906.
Après la révolution russe, la Transbaïkalie connaît la guerre civile avec des combats opposant les bolcheviques de la république d'Extrême-Orient (1920-1922) aux armées blanches et aux troupes alliées, dont celles japonaises.
L'oblast de Tchita est officiellement créé le 20 octobre 1938 par décret du Præsidium du Soviet suprême de l'URSS, avant qu'il soit dissout par référendum le 1er mars 2008 lorsque l'oblast fusionne par référendum avec le district autonome d'Aga-Bouriatie.

## Population et société

### Démographie
Recensements (*) ou estimations de la population,,:
| 1784   | 1897*   | 1959*     | 1970*     | 1979*     | 1989*     | 2002*     | 2010*     |
| ------ | ------- | --------- | --------- | --------- | --------- | --------- | --------- |
| 39 213 | 343 722 | 1 036 387 | 1 144 918 | 1 233 435 | 1 377 975 | 1 155 346 | 1 107 107 |

| 2012      | 2013      | 2014      | 2015      | 2016      | 2017      | 2018      | 2019      |
| --------- | --------- | --------- | --------- | --------- | --------- | --------- | --------- |
| 1 099 396 | 1 095 169 | 1 090 344 | 1 087 452 | 1 083 012 | 1 078 983 | 1 072 806 | 1 065 785 |

| 2020      | 2021*     | 2022      | 2023    | - | - | - | - |
| --------- | --------- | --------- | ------- | - | - | - | - |
| 1 059 700 | 1 004 125 | 1 000 520 | 992 202 | - | - | - | - |

#### Pyramide des Âges
| Hommes | Classe d’âge | Femmes |
| ------ | ------------ | ------ |
| 0,47   | 85 et +      | 1,5    |
| 1,79   | 75-84        | 4,05   |
| 13,27  | 60-74        | 17,75  |
| 17,77  | 45-59        | 18,04  |
| 25,83  | 30-44        | 24,35  |
| 18,81  | 15-29        | 15,66  |
| 22,07  | 0-14         | 18,66  |

#### Religions
Religions de la Transbaïkalie(2012)
- Russe orthodoxe (25 %)
- Athéisme et Irréligion (17 %)
- Bouddhisme (6 %)
- Christianisme non affilié (6 %)
- Orthodoxes vieux-croyants (1 %)
- Spirituel mais non religieux (28 %)
- Orthodoxe (2 %)
- Autre ou non déclaré (15 %)

Selon l'enquête officielle de 2012, 25 % de la population adhèrent à l'Église orthodoxe russe.
Les Russes pratiquent principalement le christianisme russe orthodoxe, ainsi que d'autres variantes du christianisme.
Le bouddhisme est pratiqué par 6 % de la population, principalement chez les Bouriates.
17 % de la population se déclare athée ou sans religion.

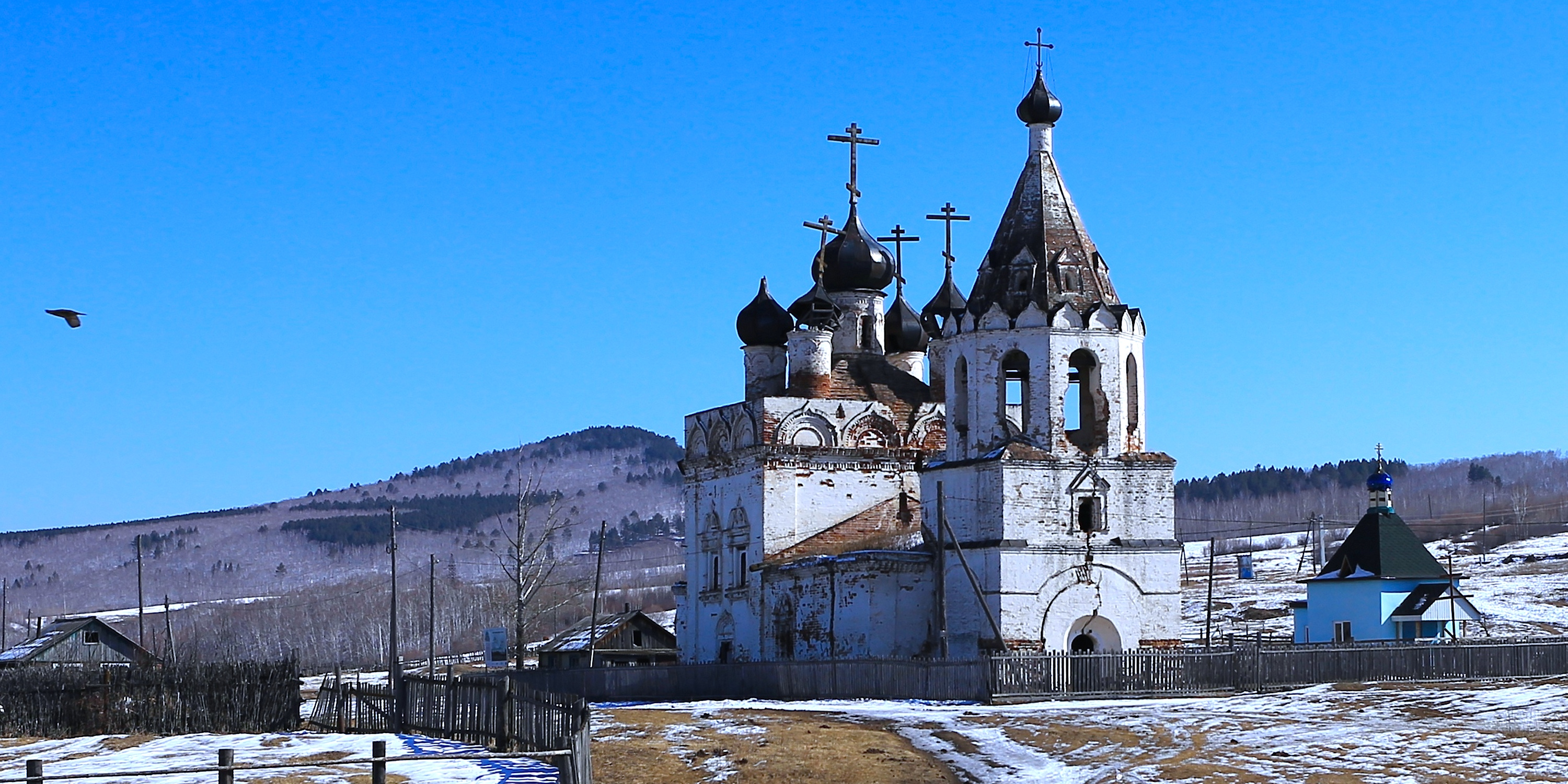
Monastère de Nertchinsk.

### Composition ethnique

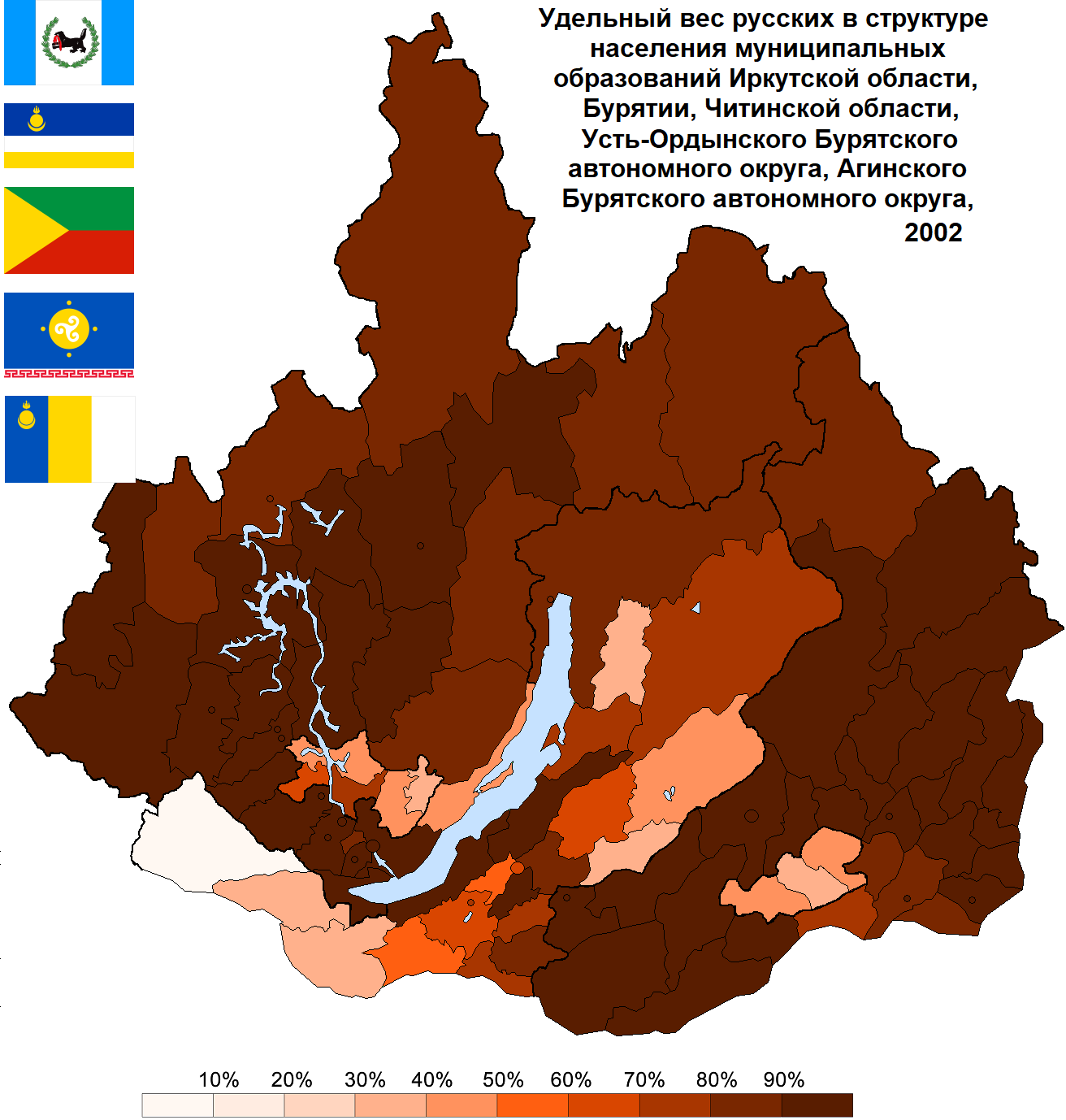
Pourcentage de russes en Sibérie orientale (la Transbaïkalie est à droite) en 2002.

Groupes ethniques : selon le recensement de 2010, la composition ethnique de la population régionale se répartissait ainsi :
- 977 400 Russes (89,9 %);
- 73 941 Bouriates (6,8 %);
- 6 743 Ukrainiens (0,65 %);
- 5 857 Tatars (0,5 %);
- 3 943 Arméniens (0,3 %)
- 2 045 Azéris (0,3 %);
- 1 634 Kirghizes (0,2 %);
- 1 544 Biélorusses (0,2 %);
- 1 515 Ouzbeks (0,2 %);
- 1 387 Evenks (0,1 %).

## Politique et administration

### Politique

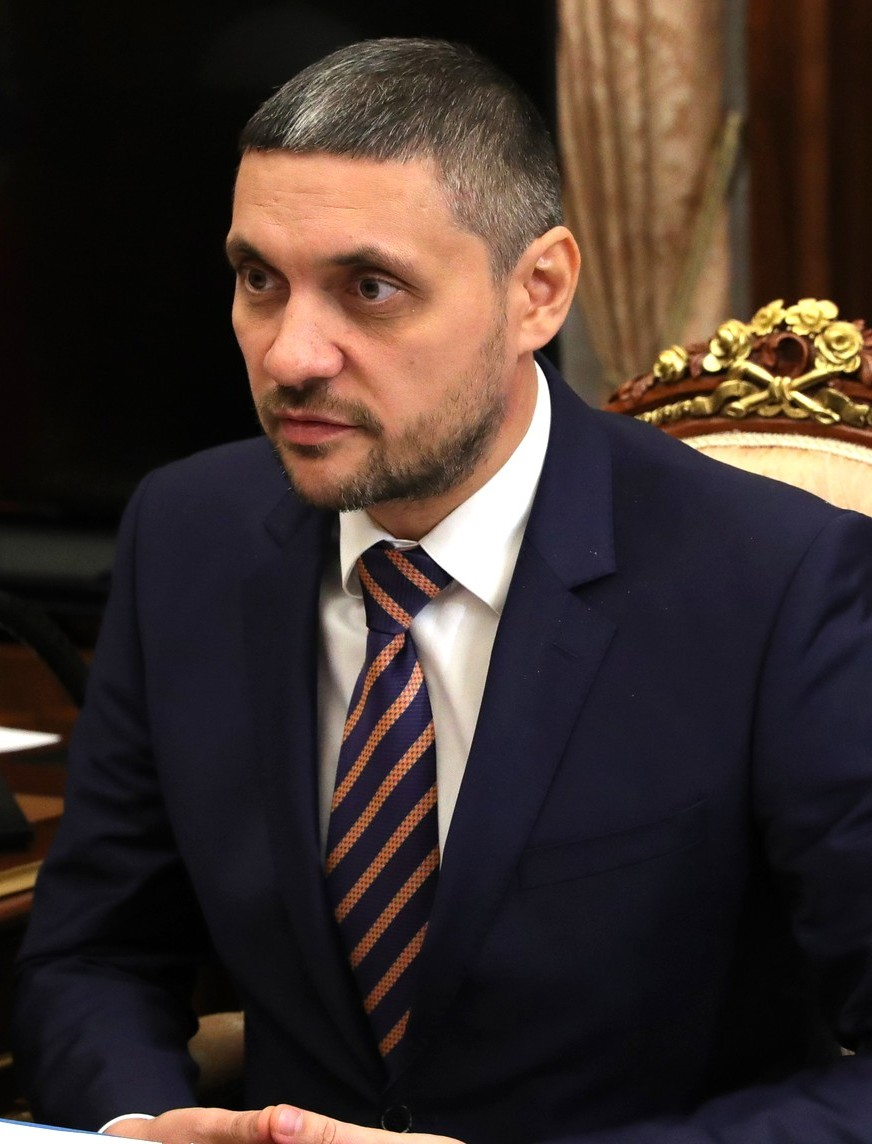
Alexandre Ossipov.

Le chef de la République ou gouverneur est élu au scrutin uninominal majoritaire à deux tours pour un mandat de cinq ans, sauf si un candidat dépasse les 50 % au premier tour. Il détient le pouvoir exécutif, il est chargé de nommer, avec l'accord de l'assemblée, le gouvernement de la République. Les dernières élections eurent lieu en 2019, et ont vu Alexandre Ossipov l'emporter à 89,61 % au premier tour, avec un taux d'abstention d'environ 65 %.

L'assemblée législative, qui déteint donc le pouvoir législatif du kraï de Transbaïkalie, est composée de 50 sièges renouvelés tous les cinq ans, dont 20 sièges au scrutin uninominal majoritaire à un tour dans autant de circonscriptions électorales, 25 au scrutin proportionnel plurinominal, et 5 dans une circonscription plurinominale formée sur le territoire de l'Aga-Bouriatie. Les dernières élections ont eu lieu en 2018 ; Russie unie est arrivé en tête avec 21 sièges, suivi par le Parti communiste avec 14 sièges, et par le parti libéral-démocrate avec 10 sièges. Russie juste a obtenu 3 sièges, le parti des retraités 1 siège, tout comme le parti des entrepreneurs (en).

Composition de la IIIe législature.
Élection gouvernorale de 2019.

|   | Nom                 | Parti       | début du mandat   | fin du mandat     | notes                                                                                         |
| - | ------------------- | ----------- | ----------------- | ----------------- | --------------------------------------------------------------------------------------------- |
| 1 | Ravil Gueniatouline | Indépendant | 1er mars 2008     | 2 mars 2013       | Ancien Membre du Conseil de la fédération de Russie                                           |
| - | Constantin Ilkovski | Indépendant | 2 mars 2013       | 18 septembre 2013 | intérim                                                                                       |
| 2 | Constantin Ilkovski | Indépendant | 18 septembre 2013 | 17 février 2016   | démissionnaire                                                                                |
| - | Natalia Jdanova     | Russie unie | 17 février 2016   | 29 septembre 2016 | intérim                                                                                       |
| 3 | Natalia Jdanova     | Russie unie | 29 septembre 2016 | 24 octobre 2018   | démissionnaire                                                                                |
| - | Aleksandr Ossipov   | Indépendant | 24 octobre 2018   | 19 septembre 2019 | intérim                                                                                       |
| 4 | Aleksandr Ossipov   | Indépendant | 19 septembre 2019 | En cours          | Ex-premier vice-ministre de la fédération de Russie pour le développement de l'Extrême-Orient |

### Divisions administratives

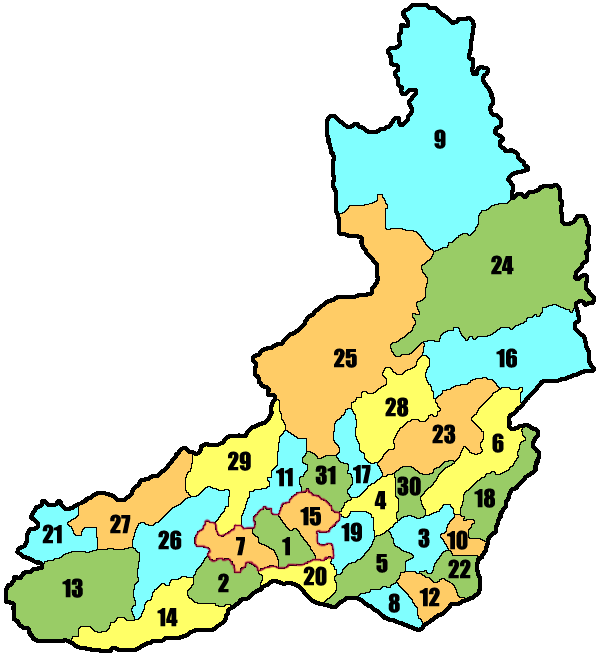
Carte des subdivisions administratives.

Le kraï de Transbaïkalie est divisé selon la loi sur la structure administrative et territoriale du kraï de Transbaïkalie :
- 31 raïons
  - dont 3 inclus dans l'okroug d'Aga-Bouriatie en tant qu'unité administrative-territoriale à statut spécial.

Ces 31 raïons comprennent 876 localités au 1er janvier 2023. Et contrairement à d'autres sujets de Russie, les okrougs urbains (la capitale Tchita, la ville fermée de Gorny (en), la ville de Petrovsk-Zabaïkalski et le village d'Aguinskoïe) sont inclus dans les raïons.
| N° sur la carte                                     | Nom                           | Nom russe                    | Code OKATO | Population (2021) | Superficie (milliers de km2) | Centre administratif |
| --------------------------------------------------- | ----------------------------- | ---------------------------- | ---------- | ----------------- | ---------------------------- | -------------------- |
| 1                                                   | Raïon d'Aguinskoïe            | Агинский район               | 76 202     | 32 505            | 6.2                          | Aguinskoïe           |
| 2                                                   | Raïon d'Aktcha                | Акшинский район              | 76 203     | 8 788             | 7.5                          | Aktcha               |
| 3                                                   | Raïon d'Aleksandrovski-Zavod  | Александрово-Заводский район | 76 204     | 6 214             | 7.7                          | Alexandrovski Zavod  |
| 4                                                   | Raïon de Baleï                | Балейский район              | 76 206     | 15 895            | 5.1                          | Baleï                |
| 5                                                   | Raïon de Borzia               | Борзинский район             | 76 209     | 45 109            | 8.7                          | Borzia               |
| 6                                                   | Raïon de Gazimourski-Zavod    | Газимуро-Заводский район     | 76 210     | 8 146             | 14.5                         | Gazimourski Zavod    |
| 7                                                   | Raïon de Douldourga           | Дульдургинский район         | 76 211     | 13 903            | 7.2                          | Douldourga           |
| 8                                                   | Raïon de Zabaïkalsk           | Забайкальский район          | 76 212     | 19 795            | 5.2                          | Zabaïkalsk           |
| 9                                                   | Raïon du Kalar                | Каларский район              | 76 215     | 7 614             | 56,6                         | Tchara               |
| 10                                                  | Raïon de Kalga                | Калганский район             | 76 218     | 5 945             | 3.1                          | Kalga                |
| 11                                                  | Raïon de Karymskoïe           | Карымский район              | 76 220     | 33 867            | 8.2                          | Karymskoïe           |
| 12                                                  | Raïon de Krasnokamensk        | Краснокаменский район        | 76 221     | 55 961            | 5.4                          | Krasnokamensk        |
| 13                                                  | Raïon de Krasni-Tchikoï       | Красночикойский район        | 76 222     | 16 456            | 28.3                         | Krasni Tchikoï       |
| 14                                                  | Raïon de Kyra                 | Кыринский район              | 76 224     | 10 639            | 16.2                         | Kyra                 |
| 15                                                  | Raïon de Mogoïtouï            | Могойтуйский район           | 76 225     | 23 209            | 6.2                          | Mogoïtouï            |
| 16                                                  | Raïon de Mogotcha             | Могочинский район            | 76 226     | 21 424            | 25,5                         | Mogotcha             |
| 17                                                  | Raïon de Nertchinsk           | Нерчинский район             | 76 228     | 27 070            | 5.2                          | Nertchinsk           |
| 18                                                  | Raïon de Nertchinski-Zavod    | Нерчинско-Заводский район    | 76 230     | 7 436             | 8.9                          | Nertchinski Zavod    |
| 19                                                  | Raïon d'Oloviannaïa           | Оловяннинский район          | 76 232     | 30 984            | 6.3                          | Oloviannaïa          |
| 20                                                  | Raïon de l'Onon               | Ононский район               | 76 234     | 8 720             | 6.0                          | Nijni Tsassoutcheï   |
| 21                                                  | Raïon de Petrovsk-Zabaïkalski | Петровск-Забайкальский район | 76 236     | 30 109            | 9.4                          | Petrovsk-Zabaïkalski |
| 22                                                  | Raïon de Priargounsk          | Приаргунский район           | 76 238     | 16 061            | 4.7                          | Priargounsk          |
| 23                                                  | Raïon de Sretensk             | Сретенский район             | 76 240     | 18 527            | 15.2                         | Sretensk             |
| 24                                                  | Raïon du Toungir-et-Oliokma   | Тунгиро-Олёкминский район    | 76 242     | 1 147             | 43,8                         | Toupik               |
| 25                                                  | Raïon de Toungokotchen        | Тунгокоченский район         | 76 244     | 10 009            | 50,4                         | Verkh-Ousougli       |
| 26                                                  | Raïon d'Oulioty               | Улётовский район             | 76 246     | 24 821            | 16.5                         | Oulioty              |
| 27                                                  | Raïon de Khilok               | Хилокский район              | 76 247     | 25 519            | 14.8                         | Khilok               |
| 28                                                  | Raïon de Tchernychevsk        | Чернышевский район           | 76 248     | 30 066            | 12.8                         | Tchernychevsk        |
| 29                                                  | Raïon de Tchita               | Читинский район              | 76 250     | 405 878           | 16.2                         | Tchita               |
| 30                                                  | Raïon de Chelopougino         | Шелопугинский район          | 76 252     | 5 994             | 4.4                          | Chelopougino         |
| 31                                                  | Raïon de Chilkinsky           | Шилкинский район             | 76 254     | 36 230            | 6.4                          | Chilka               |
| - Raïons faisant partie de l'okroug d'Aga-Bouriatie |                               |                              |            |                   |                              |                      |

#### Principales villes

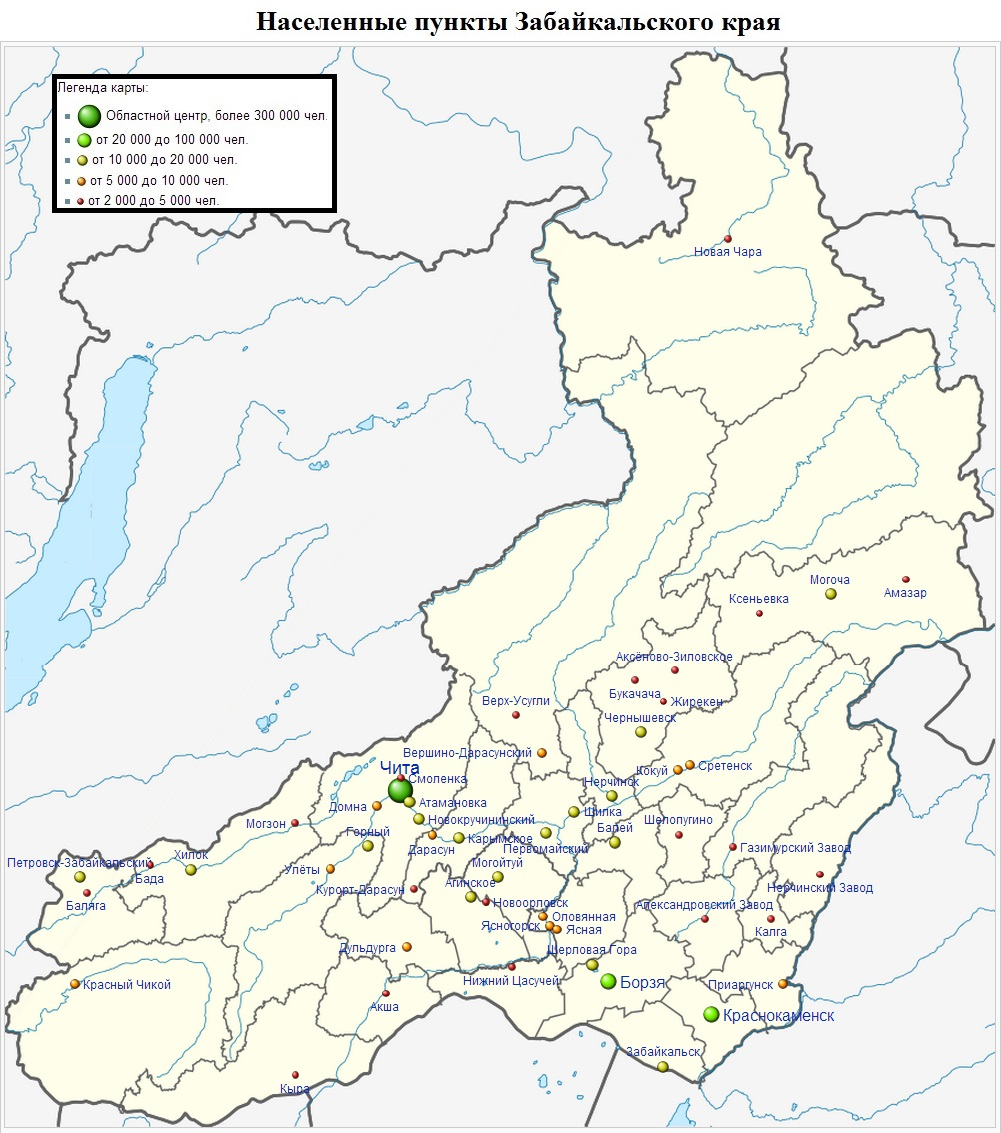
Localisation des principales villes de Transbaïkalie.

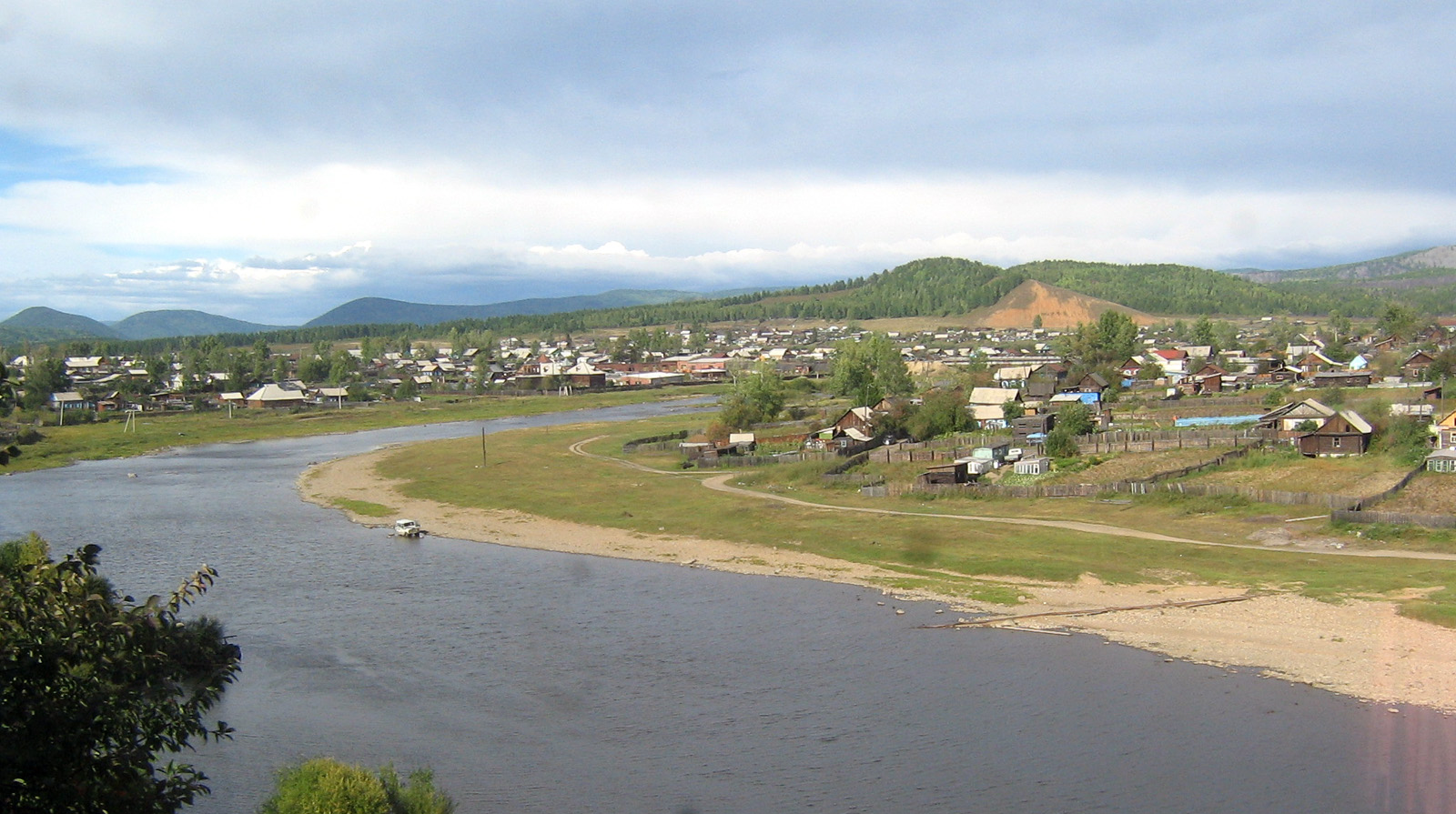
Vue de Mogotcha.

| Localités avec une population de plus de 10 000 personnes | Localités avec une population de plus de 10 000 personnes | Localités avec une population de plus de 10 000 personnes |
| Non.                                                      | Localité                                                  | Population (2021)                                         |
| --------------------------------------------------------- | --------------------------------------------------------- | --------------------------------------------------------- |
| 1                                                         | Tchita                                                    | 334 427                                                   |
| 2                                                         | Krasnokamensk                                             | 51 137                                                    |
| 3                                                         | Borzia                                                    | 29 596                                                    |
| 4                                                         | Aguinskoïe                                                | 16 511                                                    |
| 5                                                         | Nertchinsk                                                | 15 290                                                    |
| 6                                                         | Petrovsk-Zabaïkalski                                      | 15 015                                                    |
| 7                                                         | Tchernychevsk                                             | 13 670                                                    |
| 8                                                         | Zabaïkalsk                                                | 13 445                                                    |
| 9                                                         | Mogotcha                                                  | 12 390                                                    |
| 10                                                        | Karymskoïe                                                | 12 124                                                    |
| 11                                                        | Chilka                                                    | 12 046                                                    |
| 12                                                        | Pervomaïski                                               | 11 112                                                    |
| 13                                                        | Atamanovka                                                | 11 014                                                    |
| 14                                                        | Mogoïtouï                                                 | 10 809                                                    |
| 15                                                        | Cherlovaïa Gora                                           | 10 335                                                    |
| 16                                                        | Baleï                                                     | 10 286                                                    |

## Économie
L'économie du kraï de Transbaïkalie est principalement axée sur le secteur primaire, et l'économie a généré en 2018 un produit régional brut de 326,9 milliards de roubles. Ce produit est généré d'une part par le secteur agricole, avec l'élevage, mais aussi la sylviculture et surtout le secteur minier. La Transbaïkalie est en effet la plus vieille région minière de Russie, avec dès le milieu du XVIIe siècle des mines d'argent, de plomb et de fluor. Au XIXe siècle a commencé l'exploitation de l'or et de l'étain, et vers la fin de ce siècle le tungstène et le molybdène ont commencé à l'être aussi. Aujourd'hui, l'on exploite aussi de l'uranium, du cuivre, du lithium, du tantale, des terres rares, du titane, du vanadium, du germanium, de la magnésite, sans compter les très importantes réserves de charbon. 42 % des réserves de fluor russe, 21 % du zirconium, 21 % du cuivre, 28 % de molybdène ou 18 % de titane sont en Transbaïkalie. Plus de 100 types de minéraux sont extraits dans la région. Les principaux gisements sont ceux d'Oudokan, de Tchineïskoïe, de Baleï, de Darassoun etc, et on en compte en tout 280 dans la région.

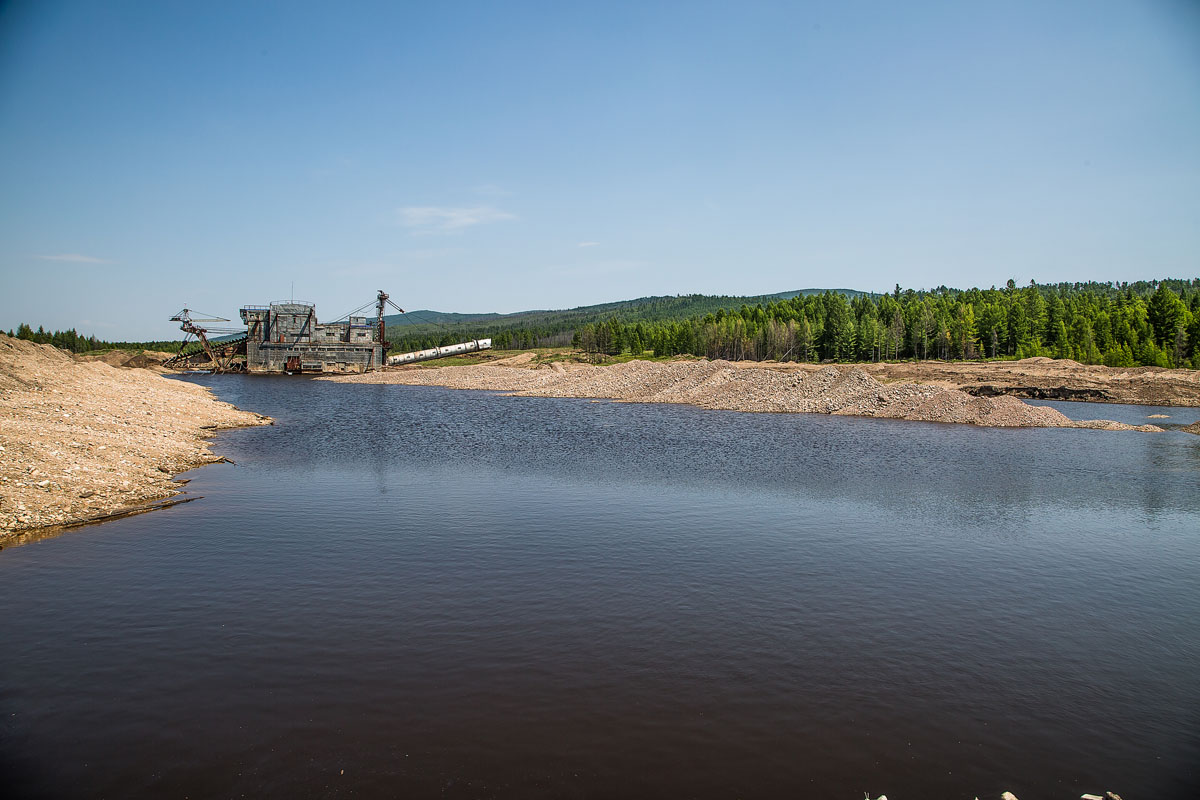
Dragage au champ de l'Itaka, 2017

Chaque année, 18 tonnes d'or sont extraites du sous-sol, et 1 000 tonnes d'or l'ont été depuis le début des exploitations. Pour le lignite, 12 à 16 millions de tonnes sont extraites chaque année, permettant de couvrir tous les besoins énergétiques de la région. Le massif du Kodar est la zone la plus productive, et le BAM permet de desservir les mines de la zone. Pour le gisement Bystrinski seulement, 74 millions de tonnes de fer, 2,2 millions de tonnes de cuivre, 1 167 tonnes d'argent et 261 tonnes d'or ont été découvertes ; celui de Bougdainskoïe a fourni 600 000 tonnes de molybdène, 42 000 de plomb et 193 tonnes d'argent. D'autres zones d'extraction sont celle de Khilok-Ingoda et celle de Chilka-Argoun. En tout, 28 millions de tonnes de charbon sont extraites chaque année, soit 30 % de la production d'Extrême-Orient. 3 000 tonnes d'uranium le sont aussi, soit 93 % de la production nationale et les 18 tonnes annuelles représentent 6 % de la production russe[pas clair].

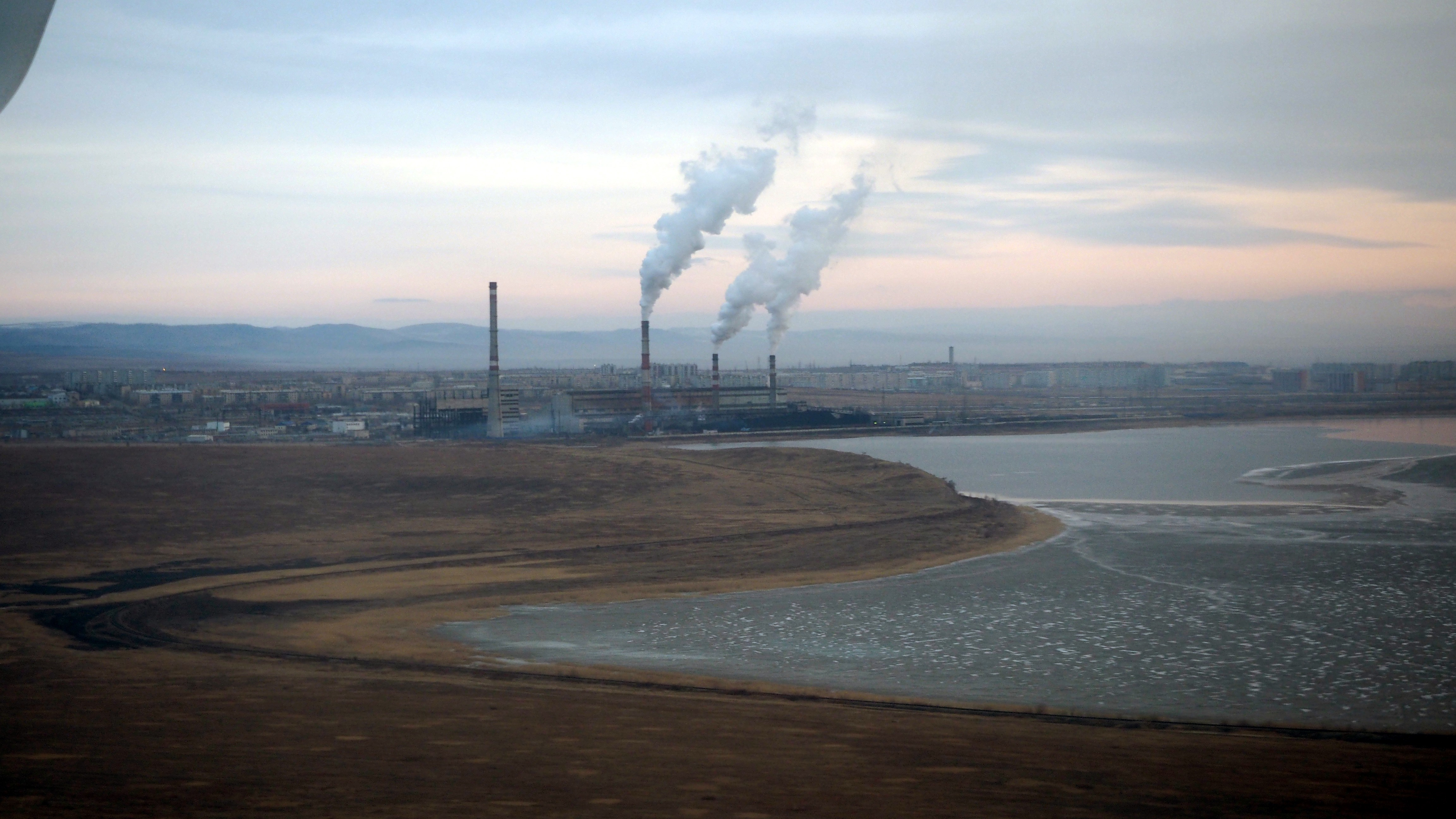
Centrale à charbon Tchita CHPP-1.

L'économie a connu une forte croissance avant 2020 ; pour la seule période de 2008 à 2012, le PRB a augmenté de 24,9 %, le taux de croissance de la production industrielle était de 111 % chaque année, et la production gagnait 28,5 % chaque année en moyenne. En juin 2022, le taux de chômage était de seulement 1,4 %, avec plus d'emplois à pourvoir que de demandeurs d'emplois. Mais les demandeurs sont souvent peu qualifiés, alors que les entreprises recherchent des employés qualifiés. Le salaire moyen est de 47 000 roubles.
Outre le secteur minier, la Transbaïkalie possède un secteur industriel important, avec des usines automobiles, agroalimentaires, de textile, de boissons gazeuses et bières ou de papiers et cartons. Dans l'agriculture, la région cultive des pommes de terre, des choux-fleurs, des carottes, des mandarines et des pommes. Au niveau de l'élevage, ceux de moutons, de porcs et de volailles sont les plus importants, surtout destinés à la laine et à la viande. Mais les céréales restent la partie la plus productive, avec 65 000 tonnes de blé, 4 400 tonnes d'avoine et 23 000 tonnes de colza cultivées chaque année. Il y a au total 6 000 ha de terres agricoles.
Cependant, comme l'économie est surtout orientée vers l'exportation, avec comme principaux pays importateurs la Chine, la Corée du Sud, le Japon, le Vietnam, la Biélorussie, la Mongolie, le Brésil, Taïwan, la France et l'Allemagne, elle a subi de plein fouet les sanctions contre la Russie liée à l'invasion russe en Ukraine. Cependant, la Chine n'a pas appliqué de sanctions, permettant de garder un partenaire commercial important. La Transbaïkalie a d'ailleurs le plus grand passage frontalier entre la Russie et la Chine à Zabaïkalsk.

### Transport

#### Transport routier

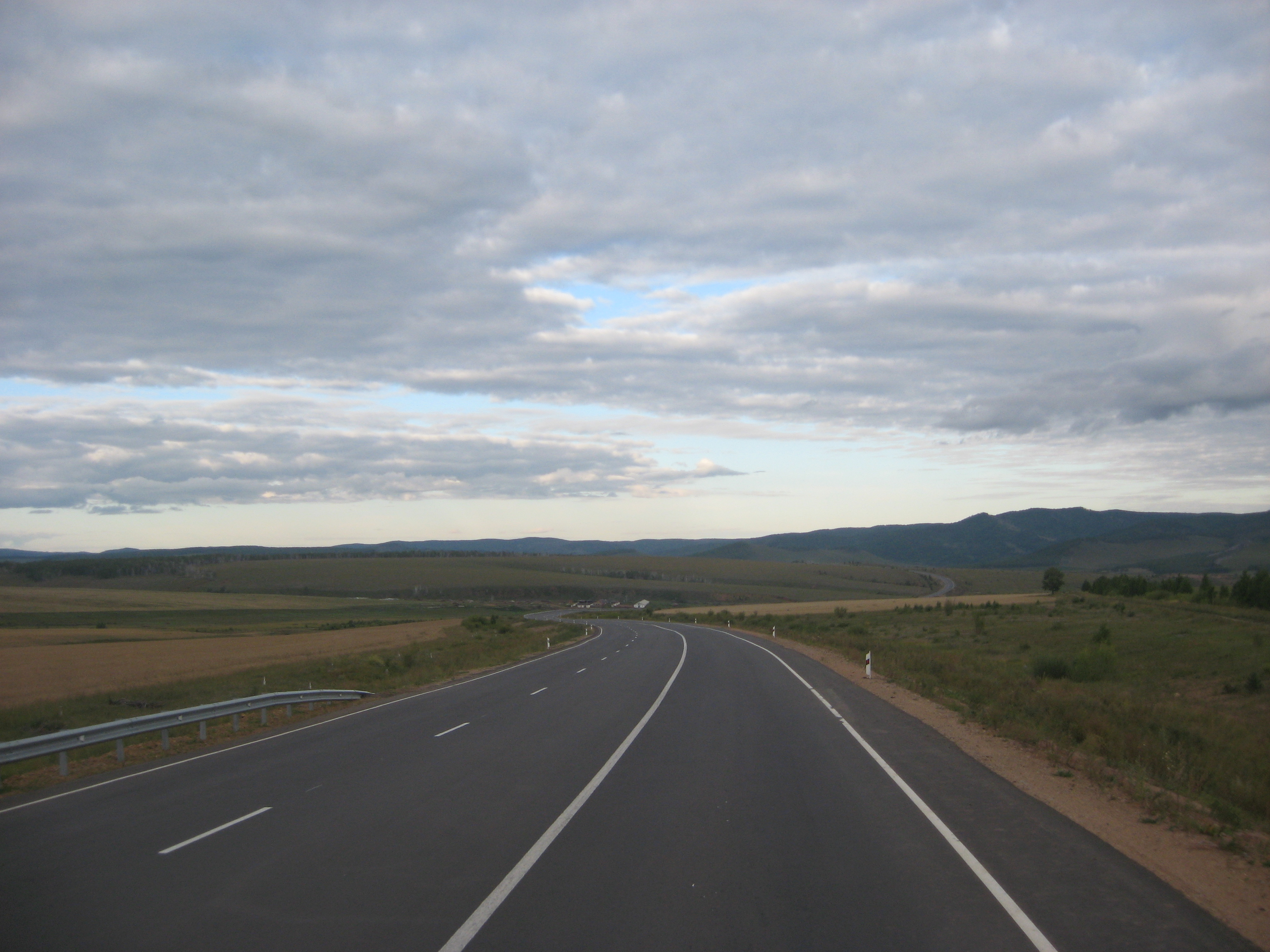
La R297 dans le raïon de Karymskoïe.

Au 29 mai 2014, le réseau routier du territoire transbaïkal avait une longueur totale d'environ 21 000 km. Environ la moitié, soit 11 763,402 km, sont des routes d'importance locale, suivies par les routes d'importance régionale avec 8 151 kilomètres. Enfin, les routes fédérales cumulent une longueur de seulement 1 709,8 km. La gestion de l'ensemble de ces routes est à la fois faite par Rosavtodor pour les routes fédérales, par le Ministère de la construction, des équipements routiers et des transports du territoire transbaïkal pour les routes régionales et par les collectivités locales (raïons, okrougs et localités) pour les routes locales. La densité du réseau routier est l'une des plus faibles de toute la Russie, avec seulement 0,05 km de routes par km2. En 2024, ces chiffres devraient passer à 19 623 481 km de routes régionales et locales, dont 7 527 075 km de routes régionales et 12 096 406 km de routes locales. Ce réseau routier fait face à un besoin d'entretien de plus en plus urgent. Sur la longueur totale des routes régionales en 2014, 5 904 km de routes sont en gravier et 124 km sont des pistes. Ainsi, près de 75 % des routes régionales nécessitent des travaux majeurs — sans compter le travail sur les ponts : 684 d'entre eux, soit 61 %, sont en bois, sur un total de 1 115. Pour les routes locales, 79,6 % d'entre elles ont une chaussée en gravier ou aucune chaussée. En 2024, après de nombreux travaux, plus de 42 % des routes locales et régionales devraient être dans un état satisfaisant, soit 8 568 495 km de routes. Le réseau est fortement affecté par les phénomènes naturels comme les inondations (de 2018 par exemple) qui ont détruit 182 km de routes et endommagé plus de 30 ponts. Sur la période 2014-2024, le kraï a décidé d'investir plus de 30 milliards de roubles dans son réseau routier.
Les deux principales routes de la Transbaïkalie sont les routes fédérales R258 et R297. La R258 relie Tchita à Irkoutsk vers l'ouest, tandis que la R297 relie Tchita à Khabarovsk à l'est. Ces deux routes desservent les principales villes de la région, avec d'ouest en est Petrovsk-Zabaïkalsk, Khilok, Oulioty, Tchita, Tchernychevsk ou Mogotcha. De cet axe part la majeure partie des routes régionales ainsi que les deux axes secondaires principaux de la région. Il y a la route fédérale A350, qui relie Tchita à la Chine (à Manzhouli) ; et la route Oulan-Oudé — Romanovka — Tchita. Parmi les autres itinéraires, on trouve la 76A-005, de Darassoun à la frontière mongole ; la 76K-004 de Byrka à Aktcha ; la 76A-008 de Mogoïtouï via Sretensk à Olotchi ; et la 76H-120 d'Ousougli à Toungokotchen. Il y a en tout 206 routes régionales ou locales en Transbaïkalie.

#### Transport ferroviaire

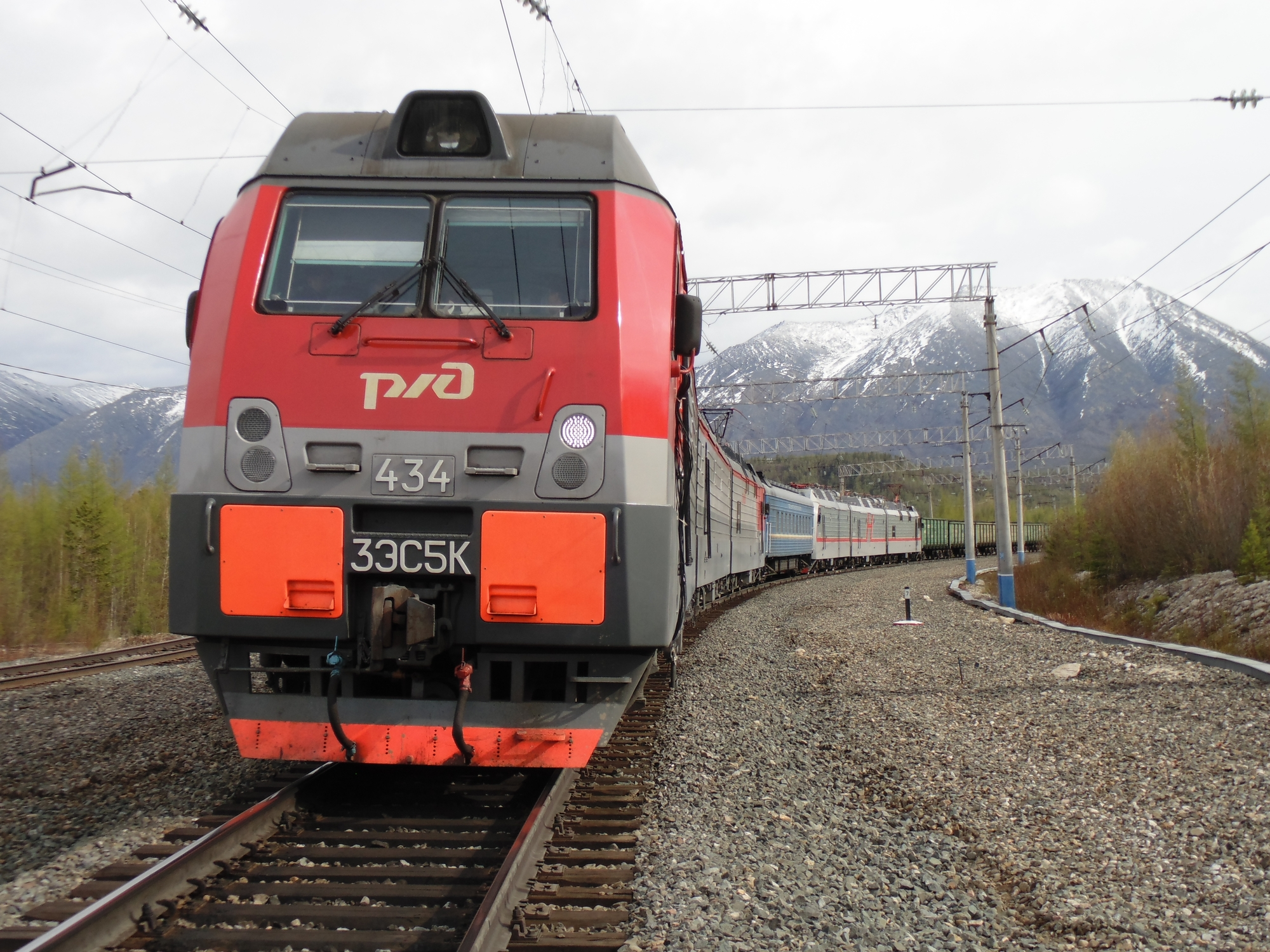
Un 3ES5K en test sur le BAM.

Le réseau ferroviaire de la Transbaïkalie est composé de 2 399 km de chemin de fer (16 % du district fédéral sibérien), dont 570,3 km de réseau privé. Le réseau dessert 340 gares ferroviaires, 1 aéroport, 7 gares routières et possède deux passages frontaliers avec la Chine. Le principal axe est le transsibérien, mais la région possède aussi la première section du chemin de fer de l'Est chinois (transmandchourien) de Tchita à Zabaïkalsk. Enfin, dans le nord du kraï passe à Tchara la magistrale Baïkal-Amour. Mais ce réseau est de plus en plus usé, avec 60 % du total en mauvais état. Il emploie cependant près de 55 000 personnes directement.
En 2013, le transport ferroviaire assurait 27,4 % du trafic de marchandise, soit un volume de 11,383 millions de tonnes de marchandises transporté. Pour le trafic de passager, il s'établit sur plus de 30 lignes, internes ou vers l'extérieur, mais qui représente que 3,3 % du trafic passager. En 2013, 2,9 millions de personnes ont emprunté les rails transbaïkalites, avec parmi les lignes les plus prisées Tchita — Mogzon, Tchita — Karmyskoïe, Petrovski-Zabaïkalsk — Khilok ou encore Tchiat — Zabaïkalsk,.
Parmi les projets ferroviaires, il y a la reconstruction du transmandchourien de Karymskoïe à Zabaïkalsk, en cours depuis 2004, comprenant la construction d'une deuxième voie, la remise en état de la voie existante et l'électrification totale de l'itinéraire. Et entre 2008 et 2015 a été construite la ligne de Borzia à Gazimourski Zavod, afin de permettre le transport de minerais de nouveaux sites de gisements.

#### Transport fluvial
Le transport fluvial est quasi inexistant dans la région, mis à part dans le raïon de Sretensk où 15 villages ont pour seul moyen d'accès la rivière Chilka, un affluent de l'Amour. Ainsi, une ligne de transport maritime a été mise en place entre Sretensk et Nijni Koularki, d'une longueur de 135 kilomètres. L'artère est subventionnée à hauteur de 2 millions de roubles chaque année. La Transbaïkalie a aussi acheté des aéroglisseurs afin d'assurer un transport plus efficace et surtout toute l'année, car la rivière gèle en hiver.

#### Transport aérien

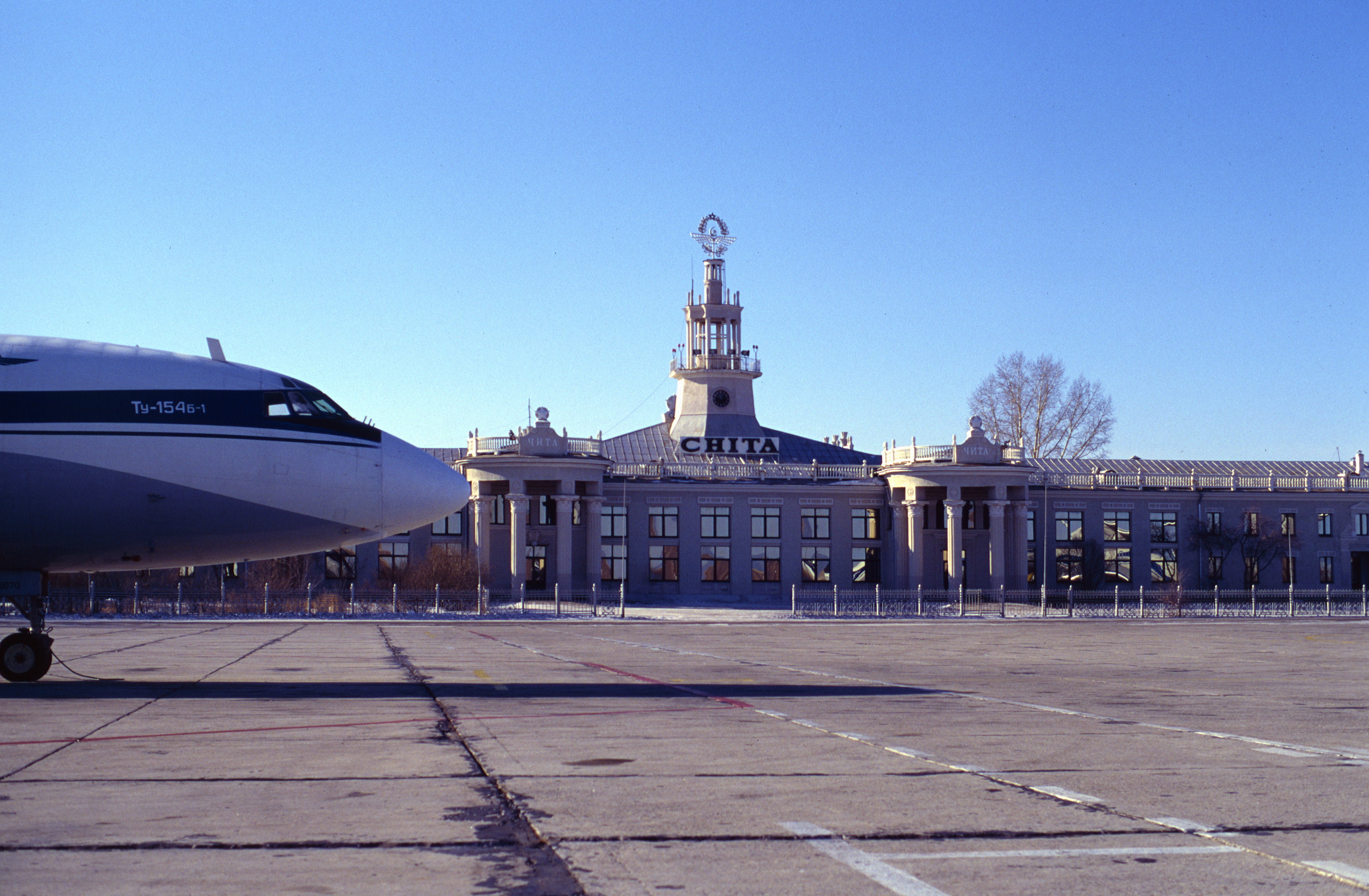
L'aéroport de Tchita et un Tupolev Tu-154.

Le transport aérien possède la part la plus faible de tous les modes de transport dans la région, avec seulement 11 030 personnes transportées en 2013, soit 4 % du total. Cela est dû à des prix élevés et à une demande quasi inexistante, sans compter un réseau sous-développé. En 2014, il y avait seulement cinq aéroports, dont seul celui de Tchita était international ; et 43 aérodromes ou pistes d'atterrissage. Il y avait en 2014 cinq liaisons aériennes internes : Tchita - Ousougli - Toungokotchen - Krasni Iar - Ioumourchen ; Tchita - Oust-Karenga ; Tchita - Gazimourski Zavod ; Tchita - Tchara (exploité par Angara Airlines) et Tchita - Krasnokamensk. De nouvelles routes sont prévues dans les prochaines années. Les vols se font surtout sur des An-2, des Mi-6 et des Mi-8,.